# Juho Hänninen
Juho Ville Matias Hänninen, (25 de julio de 1981, Finlandia) es un piloto de rally que ha competido en el Campeonato del Mundo de Rally y en el Intercontinental Rally Challenge, del que ha sido ganador en 2010. Fue campeón del Campeonato Mundial de Rally Super 2000 en 2011. En 2014 compitió seis pruebas con el equipo Hyundai.

## Victorias

### Victorias en el ERC
| # | Rally                             | Temp. | Copiloto       | Auto              |
| - | --------------------------------- | ----- | -------------- | ----------------- |
| 1 | 39. Croatia Rally 2012            | 2012  | Mikko Markkula | Škoda Fabia S2000 |
| 2 | 48. Belgium Geko Ypres Rally 2012 | 2012  | Mikko Markkula | Škoda Fabia S2000 |
| 3 | 41th Bosphorus Rally              | 2012  | Mikko Markkula | Škoda Fabia S2000 |
| 4 | 42. Barum Czech Rally Zlín 2012   | 2012  | Mikko Markkula | Škoda Fabia S2000 |

### Victorias en el IRC
| #  | Rally                                      | Temp. | Copiloto       | Auto              |
| -- | ------------------------------------------ | ----- | -------------- | ----------------- |
| 1  | 2. Rally Russia                            | 2008  | Mikko Markkula | Peugeot 207 S2000 |
| 2  | 3. Rally Russia                            | 2009  | Mikko Markkula | Škoda Fabia S2000 |
| 3  | 30.º Rally Argentina                       | 2010  | Mikko Markkula | Škoda Fabia S2000 |
| 4  | 7º Rally d'Italia Sardinia                 | 2010  | Mikko Markkula | Škoda Fabia S2000 |
| 5  | 2º Rally of Scotland                       | 2010  | Mikko Markkula | Škoda Fabia S2000 |
| 6  | 35º Rally Islas Canarias                   | 2011  | Mikko Markkula | Škoda Fabia S2000 |
| 7  | 7º. Prime Yalta Rally                      | 2011  | Mikko Markkula | Škoda Fabia S2000 |
| 8  | 46. SATA Rallye Açores 2011                | 2011  | Mikko Markkula | Škoda Fabia S2000 |
| 9  | 71. Circuit of Ireland International Rally | 2012  | Mikko Markkula | Škoda Fabia S2000 |
| 10 | 48. Belgium Geko Ypres Rally 2012          | 2012  | Mikko Markkula | Škoda Fabia S2000 |
| 11 | 42. Barum Czech Rally Zlín 2012            | 2012  | Mikko Markkula | Škoda Fabia S2000 |

### Victorias en el SWRC
| # | Rally                                    | Temp. | Copiloto       | Auto              |
| - | ---------------------------------------- | ----- | -------------- | ----------------- |
| 1 | 60st Neste Oil Rally Finland             | 2010  | Mikko Markkula | Škoda Fabia S2000 |
| 2 | 57th Acropolis Rally                     | 2011  | Mikko Markkula | Škoda Fabia S2000 |
| 3 | 61st Neste Oil Rally Finland             | 2011  | Mikko Markkula | Škoda Fabia S2000 |
| 4 | 47.º RallyRACC Catalunya - Costa Daurada | 2011  | Mikko Markkula | Škoda Fabia S2000 |

### Victorias en el PWRC
| # | Rally                               | Temp. | Copiloto       | Auto                     |
| - | ----------------------------------- | ----- | -------------- | ------------------------ |
| 1 | 57th Uddeholm Swedish Rally         | 2008  | Mikko Markkula | Mitsubishi Lancer Evo IX |
| 2 | 58.º Neste Oil Rally Finland        | 2008  | Mikko Markkula | Mitsubishi Lancer Evo IX |
| 3 | 8th Pioneer Carrozzeria Rally Japan | 2008  | Mikko Markkula | Mitsubishi Lancer Evo IX |

## Resultados completos

### Campeonato Mundial
| Año  | Equipo                  | Vehículo                 | 1       | 2      | 3       | 4       | 5       | 6       | 7       | 8       | 9      | 10     | 11    | 12      | 13     | Posición | Puntos |
| ---- | ----------------------- | ------------------------ | ------- | ------ | ------- | ------- | ------- | ------- | ------- | ------- | ------ | ------ | ----- | ------- | ------ | -------- | ------ |
| 2006 | Juho Hänninen           | Mitsubishi Lancer Evo IX | SWE 15  | ITA 14 |         | NZL 9   |         |         |         |         |        |        |       |         |        | -        | 0      |
| 2006 | Juho Hänninen           | Mitsubishi Lancer WRC 05 |         |        | FIN DSQ |         |         |         |         |         |        |        |       |         |        | -        | 0      |
| 2006 | Juho Hänninen           | Citroën C2 S1600         |         |        |         |         | GBR 19  |         |         |         |        |        |       |         |        | -        | 0      |
| 2007 | RRE Sports              | Mitsubishi Lancer Evo IX | SWE DSQ |        | ARG 11  |         | GRE Ret |         |         | NZL 19  | JPN 23 | GBR 14 |       |         |        | 22º      | 1      |
| 2007 | Juho Hänninen           | Mitsubishi Lancer WRC 05 |         | NOR 17 |         | ITA 8   |         | FIN Ret |         |         |        |        |       |         |        | 22º      | 1      |
| 2007 | Juho Hänninen           | Mitsubishi Lancer Evo IX |         |        |         |         |         |         | ESP DSQ |         |        |        |       |         |        | 22º      | 1      |
| 2008 | Ralliart New Zealand    | Mitsubishi Lancer Evo IX | SWE 8   | GRE 20 | FIN 13  | NZL 14  |         |         | JPN 10  | GBR Ret |        |        |       |         |        | 21º      | 1      |
| 2008 | Juho Hänninen           | Mitsubishi Lancer Evo IX |         |        |         |         | ESP 29  | FRA 24  |         |         |        |        |       |         |        | 21º      | 1      |
| 2009 | Juho Hänninen           | Škoda Fabia S2000        | FIN 10  |        |         |         |         |         |         |         |        |        |       |         |        | -        | 0      |
| 2010 | Juho Hänninen           | Škoda Fabia S2000        | POR Ret | FIN 9  |         |         |         |         |         |         |        |        |       |         |        | 20º      | 2      |
| 2011 | Red Bull Škoda          | Škoda Fabia S2000        | MEX 8   | ITA 8  | GRE 8   | FIN 10  | DEU 20  | FRA 26  | ESP 10  |         |        |        |       |         |        | 16º      | 14     |
| 2013 | Qatar World Rally Team  | Ford Fiesta RS WRC       | MON Ret | SWE 6  | MEX     | POR     | ARG     | GRE     | ITA     |         |        |        |       |         |        | 13º      | 8      |
| 2013 | Juho Hanninen           | Ford Fiesta RS WRC       |         |        |         |         |         |         |         | FIN 32  | DEU    | AUS    | FRA   | ESP     | GBR    | 13º      | 8      |
| 2014 | Hyundai                 | Hyundai i20 WRC          | MON     | SWE 19 | MEX     | POR 8   | ARG     | ITA Ret | POL 6   | FIN 6   | DEU    | AUS    | FRA   | ESP     | GBR 30 | 13º      | 20     |
| 2015 | Juho Hänninen           | Ford Fiesta RS WRC       | MON     | SWE    | MEX     | ARG     | POR     | ITA     | POL     | FIN 6   | GER    | AUS    | FRA   | ESP     | GBR    | 14º      | 8      |
| 2017 | Toyota GAZOO Racing WRC | Toyota Yaris WRC         | MON 16  | SWE 23 | MEX 7   | FRA Ret | ARG 7   | POR 7   | ITA 6   | POL 10  | FIN 3  | GER 4  | ESP 4 | GBR Ret | AUS    | 9º       | 71     |

### IRC
| Año  | Equipo           | Vehículo                 | 1       | 2       | 3     | 4     | 5     | 6       | 7      | 8     | 9     | 10    | 11    | Posición | Puntos |
| ---- | ---------------- | ------------------------ | ------- | ------- | ----- | ----- | ----- | ------- | ------ | ----- | ----- | ----- | ----- | -------- | ------ |
| 2008 | Juho Hänninen    | Mitsubishi Lancer Evo IX | POR 5   |         |       |       |       |         |        |       |       |       |       | 8º       | 14     |
| 2008 | Juho Hänninen    | Peugeot 207 S2000        |         | RUS 1   |       |       |       |         |        |       |       |       |       | 8º       | 14     |
| 2009 | Škoda Motorsport | Škoda Fabia S2000        | MON Ret | POR Ret | BEL 5 | RUS 1 | CZE 3 | ITA 8   |        |       |       |       |       | 6º       | 21     |
| 2010 | Škoda Motorsport | Škoda Fabia S2000        | MON 2   | BRA 3   | ARG 1 | CAN 2 | ITA 1 | BEL Ret | AZO 3  | MAD 3 | CZE 2 | ITA 2 | SCO 1 | 1º       | 62     |
| 2011 | Škoda Motorsport | Škoda Fabia S2000        | MON 6   | CAN 1   | UKR 1 | AZO 1 | CZE 3 | SCO 2   | CYP 16 |       |       |       |       | 3º       | 125    |

| Predecesor: Luca Rossetti | Campeón del ERC 2012 | Sucesor: Jan Kopecký       |
| Predecesor: Kris Meeke    | Campeón del IRC 2010 | Sucesor: Andreas Mikkelsen |